# SummerSlam (1992)
SummerSlam 1992 fue la quinta edición de SummerSlam, un evento pago por visión de lucha libre profesional producido por la World Wrestling Federation (WWF). Tuvo lugar el 29 de agosto de 1992 desde el Estadio de Wembley en Londres. Este evento fue transmitido para los Estados Unidos el 31 de agosto de 1992.

## Resultados
- Dark match: Jim Duggan y The Bushwhackers (Butch Miller y Luke Williams) derrotaron a The Mountie y The Nasty Boys (Brian Knobbs y Jerry Sags) (w/Jimmy Hart) (12:33)
  - Duggan cubrió a The Mountie.
- Dark match: Papa Shango derrotó El Matador Tito Santana (6:00)
  - Shango cubrió a Santana después de un "Inverted Shoulderbreaker".
- Dark match: Tatanka derrotó a The Berzerker (w/Mr. Fuji) (5:46)
  - Tatanka cubrió a Berzerker después de un "Papoose to Go".
- The Legion of Doom (Hawk y Animal) (w/Paul Ellering) derrotó a Money Inc. (Ted DiBiase y Irwin R. Schyster) (w/Jimmy Hart) (15:10)
  - Animal cubrió a DiBiase después de un "Powerslam".
- Nailz derrotó a Virgil (3:55)
  - Nailz ganó cuando Virgil quedó inconsciente después de una "Sleeper Hold".
- Shawn Michaels (w/Sensational Sherri) y Rick Martel terminaron en una doble cuenta-fuera (8:06)
  - Ambos recibieron el conteo de 10 cuando intentaban atender a Sherri, quien se había caído.
- The Natural Disasters (Earthquake y Typhoon) derrotaron a The Beverly Brothers (Blake y Beau) (w/The Genius) reteniendo el Campeonato en Parejas de la WWF (10:30)
  - Earthquake cubrió a Beau después de un "Earthquake Squash".
- Crush derrotó a The Repo Man (5:41)
  - Crush forzó a Repo Man a rendirse con la "Cranium Crush".
- The Ultimate Warrior derrotó al Campeón de la WWF Randy Savage por cuenta-fuera (28:00)
  - Warrior derrotó a Savage por cuenta-fuera debido a una interferencia de Mr. Perfect y Ric Flair.
- The Undertaker (w/Paul Bearer) derrotó a Kamala (w/Harvey Wippleman y Kim Chee) por descalificación (3:27)
  - Kamala fue descalificado después de que Kim Chee golpeara a Undertaker.
- The British Bulldog (w/Lennox Lewis) derrotó a Bret Hart ganando el Campeonato Intercontinental de la WWF (25:40)
  - Bulldog cubrió a Hart con un "Roll-Up".

## Otros roles
| Comentaristas - Bobby "the Brain" Heenan - Vince McMahon Entrevistadores - "Lord" Alfred Hayes - Sean Mooney - "Mean" Gene Okerlund Árbitros - Danny Davis - Earl Hebner - Joey Marella - Mike Chioda | Otros - Bushwhacker Butch - Howard Finkel - Tony Garea - Rene Goulet - Brian Knobbs - Luke Williams - Pat Patterson - Jerry Sags |